# Adam Gardiner
Adam Gardiner (nacido el 13 de diciembre de 1966) es un actor de voz, cine y televisión de Nueva Zelanda, más notable por sus papeles de voz en Power Rangers. Prestó su voz al clon malvado del White Ranger en Power Rangers Dino Thunder, a Kamdor en Power Rangers Operation Overdrive y a Sledge en Power Rangers Dino Charge.

## Vida
Gardiner se graduó de la Universidad Victoria en Wellington en 1995 con una Licenciatura en Teatro y Cine.

## Filmografía

### Películas
- Hopeless (2000) como Richard
- For Good (2003) como Flatmate
- Futile Attraction (2004) como Chef
- River Queen (2005) como Teniente de Baine
- Eagle vs Shark (2007) como Tony

### Televisión
- Duggan (1999) como Robert MacLllwaine (1 episodio: "Going Overboard")
- Love Bites (2002) como Richard
- The Strip (2002-2003) como Slater (3 episodios)
- Power Rangers Dino Thunder (2004) como Clon del White Ranger (voz) (10 episodios)
- Outrageous Fortune (2005) como Murray (1 episodio: "The Fat Weed That Roots Itself")
- Power Rangers Mystic Force (2006) como Chimera #1 (voz) (2 episodios)
- Power Rangers Operation Overdrive (2007) como Kamdor (14 episodios)
- Power Rangers Operation Overdrive (2007) como Loki (1 episodio: "It's Hammer Time")
- Power Rangers Jungle Fury (2008) como Toady (3 episodios)
- Burying Brian (2008) como Suit #1 (1 episodio)
- Longing for New Zealand (2009) como Piloto (película de televisión)
- Go Girls (2009) como Lesley (1 episodio: Dream Believers)
- The Rogers Family Xmas (2010) como Kent
- The Almighty Johnsons (2011) como Brian (1 episodio: "Bad Things Happen")
- Tangiwai (2011) como Frank Mooney (película de televisión)
- Bliss (2011) como Charles the Manservant (película de televisión)
- Power Rangers Samurai (2012) como Skarf (voz) (1 episodio: "Kevin's Choice")
- Siege (2012) como Nigel Formosa (película de televisión)
- Sunny Skies (2013) como Lawyer (1 episodio)
- Spartacus: War of the Damned (2013) como Mummius (1 episodio: "Men of Honor")
- Agent Anna (2013) como Leon Cruickshank (protagonista, 6 episodios)
- Power Rangers Megaforce (2013-2014) como Shadow Serpent (voz) (1 episodio: "Man and Machine") y Cybaxx (voz) (1 episodio: "Earth Fights Back")
- Power Rangers Dino Charge (2015-2016) como Sledge (voz) (25 episodios) y Reportero (2 episodios: "Besties 4Eva!", "Catching Some Rays")
- Power Rangers Super Ninja Steel (2018) como Sledge (voz) (2 episodios: "Echoes of Evil", "The Poisy Show") y Agente 00 Sven (1 episodio: "Car Trouble")
- Power Rangers Beast Morphers (2020) como Sledge (voz) (2 episodios: "Finders Keepers", "Making Bad")